# Modest Humiecki
Modest Humiecki (ur. 3 kwietnia 1842 w Tokarni, zm. 9 grudnia 1899) – burmistrz i budowniczy Krosna, krzewiciel podniesienia stanu higieny miasta, lekarz krośnieński, publicysta, autor wielu prac medycznych, ostatni tabularny właściciel Rzepnika. 

## Życiorys
Urodził się 3 kwietnia 1842 roku w Tokarni jako syn Jana Humieckiego, parocha greckokatolickiego z Rzepnika i Melanii z d. Setnickiej. Rusin. Brał udział w Powstaniu styczniowym.
Od  grudnia 1863 r. mieszkał w Krośnie. Jego własnością była kamienica, w której przez długie lata mieściła się siedziba władz miejskich. W latach 1883–1887 pełnił funkcję burmistrza miasta Krosna oraz radnego miejskiego Rady Powiatowej. Jego zasługą było m.in. ukończenie robót brukowych w mieście, rozpoczętych przez poprzednika, Sylwestra Jaciewicza, oraz opracowanie organizacyjnych założeń przyszłej szkoły.
Zajmował się ponadto praktyką lekarską oraz publicystyką, wydając wiele publikacji lekarskich. Wspierał powstańców styczniowych.
Zmarł w 1899 i został pochowany w Rzepniku.

## Upamiętnienie
- W kościele OO. Kapucynów w Krośnie znajduje się tablica poświęcona pamięci Modesta Humieckiego, na której widnieje napis: Modest Humiecki naonczas najlepszy prefekt krośnieńskiego grodu, doskonały dr medycyny, właściciel ziemski Rzepnika, dokonał żywota w 1899 r[3].
- W 2022 roku radni Krosna zmienili nazwę ulicy Spółdzielczej na Modesta Humieckiego[4][5].